# 스와란 라타
스와란 라타(우르두어: سورن لتا, 펀자브어: ਸਵਰਨ ਲਤਾ, 1924년 12월 20일 ~ 2008년 2월 8일)는 파키스탄의 배우이다.